# 长喙翼龙属
长喙翼龙（学名：Dolicorhamphus）是翼龙目已灭绝的一个属，来自英国中侏罗世的泰顿石灰岩组及漂白土组。该属包括两个物种：巴氏长喙翼龙（D. bucklandii）与扁喙长喙翼龙（D. depressirostris）。
长喙翼龙的两个种以前均被归入分类垃圾桶喙头龙属（Rhamphocephalus），并视为一种“喙嘴翼龙亚目”翼龙。然而喙头龙的模式种普氏喙头龙（R. prestwichii）后于2018年由奥沙利文和马提尔重新归入海鳄亚目，但“扁喙喙头龙”（"R." depressirostris）与“巴氏喙头龙”（"R." bucklandii）显然均为翼龙目；前者被认为属于抓颌龙亚科，后者则仅列为一种更为典型的喙嘴翼龙科。安德列斯（2021年）为两者恢复了长喙翼龙属（Dolicorhamphus），并发现它是一个与笼齿翼龙非常近缘的翼龙目有效属，尽管并未指定模式种。这一重新分类已为其他研究者所遵循。
巴氏种是根据其正模标本所建立，为一块来自泰顿石灰岩组的已遗失颌骨，于1832年被描述为翼手龙的一个种，其它已知标本包括：NHMUK PV R 28610、32752、37765、38014、38015、38016、38017、38019、38020、38025、40126、47994、47999a、1028、1029、1030、1824、2637、6749、6750（Steel 2012）；OUM J.28275、J.28537、J.283043，包括与正模标本颌骨不重叠的四肢材料。正模颌骨长度粗测为8.89（3.50英寸），此数据是由亨利·雷诺德斯·莫雷顿（Henry Reynolds-Moreton）提供给托马斯·赫胥黎（Thomas Henry Huxley）的。
扁喙长喙翼龙建立自正模标本GSM 113723（一个下颌骨）及NHMUK PV R 40126（孤立四肢材料），前者业已受损，右下颌支断裂并重新连接。扁喙长喙翼龙牙齿长达15英寸（38），而细长的双颚、薄的骨壁、牙齿排列及光滑骨骼结构均昭示着它是一种翼龙。

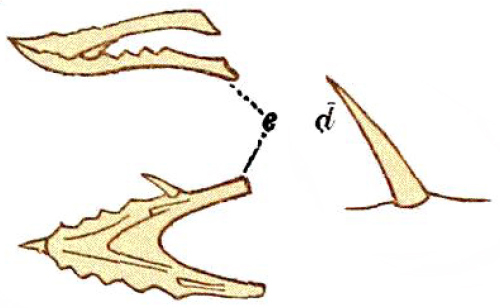
巴氏长喙翼龙颌骨及牙齿；来源于Geikie（1902[8]）
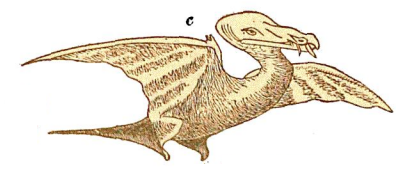
巴氏长喙翼龙过时复原图，来源于Geikie（1902[8]）